# Neoplecostomus corumba
Neoplecostomus corumba är en fiskart som beskrevs av Zawadzki, Pavanelli och Francisco Langeani 2008. Neoplecostomus corumba ingår i släktet Neoplecostomus och familjen Loricariidae. Inga underarter finns listade i Catalogue of Life.